# 박헌기
박헌기(1936년 2월 23일~)는 대한민국의 정치인이다. 제14·15·16대 국회의원을 지냈다.

## 역대 선거 결과
|  | 56.11% |

|  | 37.42% |

|  | 58.17% |